# Grallaricula cumanensis
Grallaricula cumanensis е вид птица от семейство Grallariidae. Видът е световно застрашен, със статут Уязвим.

## Разпространение
Видът е разпространен във Венецуела.